# Levanta

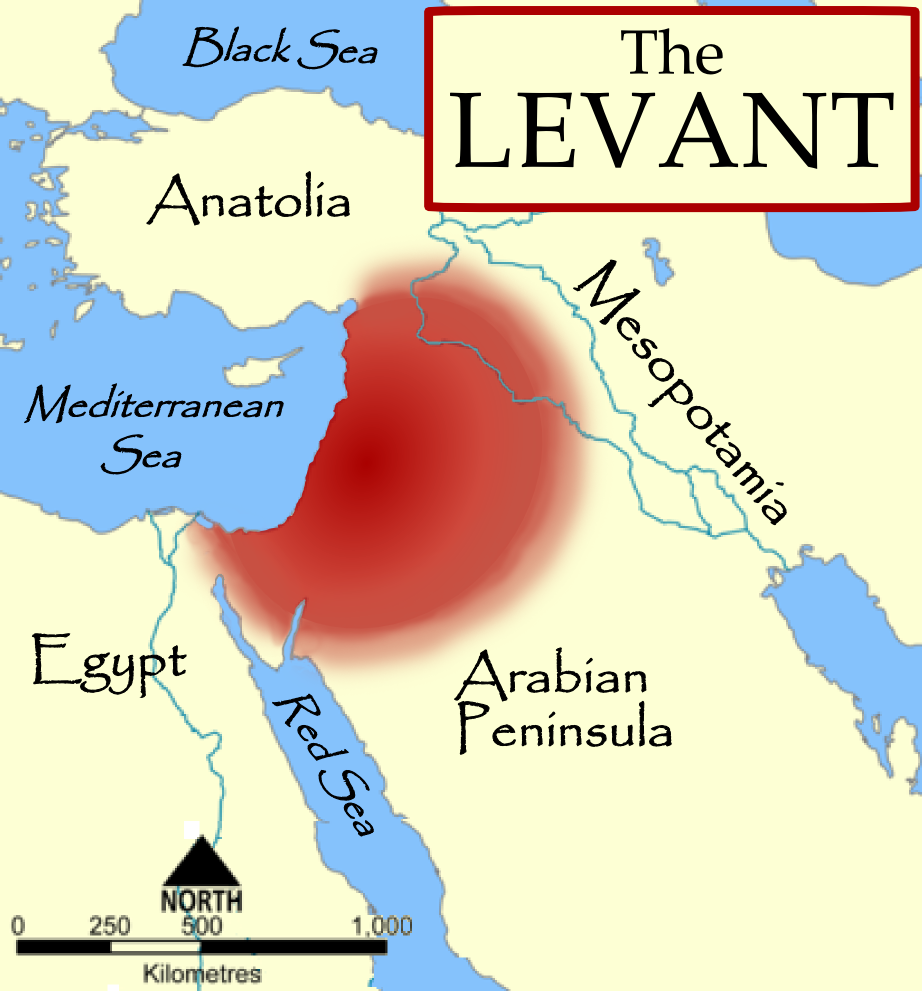
Levanta

Pojem Levanta je tradiční označení oblasti v Asii ve východním Středomoří, jejíž rozsah se v historii měnil. Jako geografický termín může být použit pro rozsáhlé území při východním konci Středozemního moře, ohraničené pohořím Taurus na severu, na jihu Arabskou pouští, na západě mořským pobřežím, zatímco na východě může sahat až k pohoří Zagros.
K Levantě každopádně nenáleží oblasti Kavkazu ani Arabského poloostrova či Anatolie – ačkoliv v historii zahrnovala také oblasti Kilíkie. Sinajský poloostrov může být také považován za část Levanty, ale také ho lze brát jako přechodnou oblast mezi Levantou a Egyptem.
V širším významu může být Levanta název pro všechny středomořské oblasti na východ od Itálie, především pak pobřeží. V užším smyslu je Levanta výrazem pro území dnešních států Izrael, Libanon, Jordánska a Sýrie. V dobách, kdy se v západní Evropě používal termín „levantský obchod“, označoval se za Levantu i Kypr a pobřežní města Egypta, Řecka a Anatolie.

## Etymologie
Slovo je odvozeno z francouzského soleil levant, „vycházející slunce“, kde levant je participium od slova lever – zvedat, vstávat, z latinského levo „nadlehčovat“, „zvedat“. Název Levanta označoval tedy z pohledu mluvčího směr k východu slunce a ve středověké francouzštině označoval východní Středomoří. V širším smyslu je „levanta“ ekvivalentní výrazu orient (z latinského oriente (sole), odkud vychází slunce) nebo arabskému výrazu „Mašrik“ (arabsky مشرق‎) – Země, kde vychází slunce.

## Přehled levantských států
| vlajka a název | rozloha (km²) | počet obyvatel | hlavní město          |
| -------------- | ------------- | -------------- | --------------------- |
| Izrael         | 22 0721       | 8 300 000      | Tel Aviv / Jeruzalém2 |
| Jordánsko      | 89 342        | 10 250 000     | Ammán                 |
| Libanon        | 10 452        | 6 830 000      | Bejrút                |
| Palestina3     | 6 220         | 4 260 000      | Rámaláh / Jeruzalém2  |
| Sýrie          | 185 180       | 21 560 000     | Damašek               |

Poznámky:
1 – včetně Golanských výšin, bez okupovaných území Palestiny
2 – Izrael i Palestina prohlašují Jeruzalém za své hlavní město, většina států to však neuznává
3 – částečně uznaný stát, dosud nepřijatý do OSN